# Santa María Liberadora en el Monte Testaccio (título cardenalicio)
El título cardenalicio de Santa María Liberadora en el Monte Testaccio fue creado por el Papa Pablo VI el 5 de febrero de 1965 con la constitución apostólica Auctis hodie.

## Titulares
- Giuseppe Beltrami, título pro illa vice (26 de junio de 1967 - 13 de diciembre de 1973)
- Opilio Rossi (24 de mayo de 1976 - 22 de junio de 1987)
- Antonio María Javierre Ortas, S.D.B. (28 de junio de 1988 - 9 de enero de 1999), título pro illa vice (9 de enero de 1999 - 1 de febrero de 2007)
- Giovanni Lajolo (24 de noviembre de 2007 - 19 de mayo de 2018); título pro hac vice (19 de mayo de 2018)